# حقن البريد الإلكتروني
حقن البريد الإلكتروني Email injection" " هو ثغرة أمنيّة يمكن أن تحصل خلال استخدام تطبيقات على الانترنت لارسال رسائل البريد الاكتروني. هو بريد الاكتروني معادل ل«حقن رأسي» لبروتوكول نقل النص التشعبي (HTTP). هذه الثغرة الأمنيّة ;الشبيهة بالهجوم على حقن لغة الاستعلام الهيكلية; واحدة من الطبقات العامة للثغرات الأمنيّة التي تحصل عندما تكون لغة برمجة مضمنة بلغة أخرى.
عندما يتم إضافة نموذج إلى صفحة ويب (صفحة إلكترونية) التي تقوم بإرسال البيانات إلى تطبيق ويب، يمكن لمستخدم خبيث أن يستغل نموذج ال) MMI واجهة الإنسان والآلة (لِيلحق معلومات اضافية على الرسالة المُرسلة، مثل قائمة مرسلين جديدة أو حتى محتوى رسالة مختلف جدّاً. ولِأنّ نموذج MMI يستعمل «إرجاع العربة» لحدّ المعلومات في الرسالة، ولانّ الرّسالة الخامّ فقط هي الّتي وجهتها النهائية، فاِنّ إضافة «إرجاع العربة» إلى بيانات النموذج المرسلة قد يسمح باستخدام سجل زوار بسيط لإرسال آلاف الرسائل في وقت واحد. لِذا فان أحد خبيثي مرسل البريد المزعج قد يستغل هذا التكتيك (أو هذه الخطّة) لارسال كميات كبيرة من الرسائل المجهولة.
```
يمكن العثور على معلومات اضافية مع أمثلة وطرق لتجنّب الثغرات الأمنيّة على 
SecurePHP Wiki
. الّا أنّ هذه الثغرات الأمنيّة غير محدودة بال 
بي إتش بي
) المعالج الأولي للنص التشعبي (, فهي على الأرجح تستطيع التأثير على أيّ تطبيق يرسل رسائل بريد الكتروني بناءً على مداخيل من مستخدمين اعتباطيين.
```

## References
1. ↑  Dafydd Stuttard؛ Marcus Pinto (16 مارس 2011). The Web Application Hacker's Handbook: Discovering and Exploiting Security Flaws. John Wiley & Sons. ص. 321–324. ISBN:978-1-118-07961-4. مؤرشف من الأصل في 2019-03-07. اطلع عليه بتاريخ 2013-07-11.